# Призма (оптика)
Призма, оптическая призма — тело из однородного материала, прозрачного для оптического излучения, ограниченное плоскими отражающими и преломляющими свет поверхностями, расположенными под строго определёнными углами друг к другу. Для призм, использующихся в оптических приборах, используется оптическое стекло с разными показателями преломления, зависящими от типа и назначения призмы. Оптические призмы подразделяют на три крупных и чётко различающихся по назначению класса: спектральные призмы (преломляющие, или дисперсионные призмы для разложения света в спектр), отражательные призмы (для изменения направления света) и поляризационные призмы (для получения линейно поляризованного света). Изготавливаются главным образом из стекла, кварца, флюорита, фторида лития, бромида калия и других веществ.

## Путь лучей в треугольной призме
Простейшим типом призмы является треугольная призма, то есть тело, представляющее собой геометрическую фигуру призма с двумя треугольными основаниями и тремя боковыми гранями в форме прямоугольников.
На рисунке показано сечение треугольной призмы плоскостью, параллельной её основаниям. Обозначения: {\displaystyle \delta } — угол отклонения, {\displaystyle \omega } — преломляющий угол призмы, {\displaystyle \alpha _{1},\beta _{2}} — углы падения, соответственно, входящего через боковую грань призмы луча и луча, выходящего через другую её боковую грань, {\displaystyle \beta _{1},\alpha _{2}} — углы преломления этих двух лучей соответственно. На данном рисунке материал призмы — оптически более плотная среда, чем её окружение, поскольку угол падения входящего луча больше его угла преломления. То есть относительный показатель преломления этого материала — больше единицы, обозначим его {\displaystyle n}. Самая простая формула для угла отклонения получается, если предположить, что преломляющий угол призмы и угол падения входящего луча малы. Тогда будет мал и угол {\displaystyle \alpha _{2}}, а значит, малы будут и углы {\displaystyle \beta _{1},\beta _{2}}. По закону преломления света:
{\displaystyle \alpha _{1}\approx \sin \alpha _{1}=n\cdot \sin \beta _{1}\approx n\cdot \beta _{1},}
{\displaystyle \alpha _{2}\approx \sin \alpha _{2}=n\cdot \sin \beta _{2}\approx n\cdot \beta _{2}}
Учитывая, что сумма углов четырёхугольника равна {\displaystyle 2\pi } и принимая во внимание, что {\displaystyle \omega =\beta _{1}+\beta _{2}}:
{\displaystyle \pi -\delta +\pi -\omega +\alpha _{1}+\alpha _{2}=2\pi ,}
{\displaystyle \delta =\alpha _{1}+\alpha _{2}-\omega \approx n\cdot (\beta _{1}+\beta _{2})-\omega =n\cdot \omega -\omega =(n-1)\cdot \omega }
Таким образом, при малом угле падения входящего луча имеем приближённую формулу для угла отклонения:
{\displaystyle \delta \approx (n-1)\cdot \omega }
Эта формула важна ещё и потому, что с её помощью можно вывести зависимость фокусного расстояния тонкой линзы от радиусов её поверхностей, при этом тонкая линза заменяется треугольной призмой и применяется формула для угла отклонения.
В случае произвольных преломляющего угла призмы и угла падения входящего луча, и если абсолютный показатель преломления материала призмы равен {\displaystyle n_{2}}, а её окружения — {\displaystyle n_{1}}, подобными рассуждениями можно получить формулу:
{\displaystyle \delta =\alpha _{1}-\omega +\arcsin {\bigg (}{\frac {n_{2}}{n_{1}}}\cdot \sin \omega \cdot {\sqrt {1-{\bigg (}{\frac {n_{1}}{n_{2}}}{\bigg )}^{2}\cdot \sin ^{2}\alpha _{1}}}-\cos \omega \cdot \sin \alpha _{1}{\bigg )}}

## Виды призм

### Дисперсионные призмы
Дисперсионные призмы используют в спектральных приборах для пространственного разделения излучений различных длин волн.
- Простая трёхгранная призма — призма с преломляющим углом {\displaystyle \omega } = 60°.
- Призма Броунинга — Резерфорда — призма, состоящая из двух одинаковых вспомогательных призм с небольшим преломляющим углом, изготовленных из крона, и одной основной призмы из флинта.
- Призма Аббе — один из типов дисперсионных призм постоянного отклонения, в основе которых находится треугольник с углами 30°, 60° и 90°.
- Призма Амичи — преломляющая призма, склеенная из трёх треугольных призм, две крайние из которых изготавливаются из стекла кронгласс с малой дисперсией, а средняя из стекла флинтглас с большой дисперсией.
- Призма Литтрова — призмы с преломляющим углом 30°, заднюю поверхность которой покрывают отражающим слоем серебра, так что лучи пересекают призму дважды в противоположных направлениях.
- Призма Корню — призма, представляющая собой соединение на оптическом контакте двух прямоугольных призм, вырезанных из лево- и правовращающего кварца.
- Призма Пеллин — Брока — разновидность дисперсионной призмы, состоящая из четырёхстороннего блока стекла в виде правой призмы с углами 90°, 75°, 135° и 60° на торцах.

### Отражательные призмы
Отражательные призмы используют для изменения хода лучей, изменения направления оптической оси, изменения направления линии визирования, для уменьшения габаритных размеров приборов. Классифицируются отражательные призмы по нескольким признакам:
- количеству отражений в призме
- наличию или отсутствию «крыши»
- характеру конструкции призмы
- углу излома оптической оси

Также, особую нишу среди отражательных призм занимают составные призмы, — состоящие из нескольких частей, разделённых воздушными промежутками. Некоторые широко распространённые призмы получили собственные имена.
- Призма Аббе
- Призма Аббе — Порро
- Призма Аббе — Кёнига
- Призма дихроидная
- Призма Дове
- Призма Пехана — Шмидта
- Призма Лемана
- Пентапризма
- Призма Порро
- Призма Шмидта — Пехана
- Призмы с «крышей»

Название призмы обозначается двумя или тремя буквами и числом, записанным через дефис. Первая буква означает количество отражательных граней (отражений) в призме («А» — одна, «Б» — две, «В» — три и т. д.). «Крыша», условно, считается одной гранью и для её обозначения ставят индекс «к» после первой буквы (например, Ак, Бк). Оставшаяся буква указывает характер конструкции («Р» — равнобедренная, «П» — пентапризма, «У» — полупентапризма, «С» — ромбическая, «М» — дальномерного типа, «Л» — призма Лемана). Цифры, записанные через дефис, указывают угол излома оптической оси (0°, 90°,180°). Например, «ВкР-45°» — равнобедренная призма с тремя отражательными гранями и крышей, с изломом оси на 45°.
Составные призмы указываются по их собственным именам и углам излома оси. Например, «А-0°» — Призма Аббе, «Бк-90°» — башмачная призма с крышей, «К-0°» — призма-куб.

### Поляризационные призмы
- Призма Аренса
- Призма Волластона
- Призма Глазебрука
- Призма Глана — Тейлора
- Призма Глана — Томпсона
- Призма Глана — Фуко
- Призма Николя
- Призма Номарски
- Призма Рошона
- Призма Сенармона
- Призма Фуко
- Параллелепипед Френеля

### Отклоняющие призмы
Призмы в форме клина используются для отклонения луча света на фиксированный угол. Пара таких призм может использоваться для управления лучом: вращая призмы, луч можно отклонить на любой желаемый угол в коническом «поле обзора». Чаще всего встречается пара призм Рисли. Две клиновые призмы также могут использоваться в качестве анаморфной пары для изменения формы сечения луча. Это используется для получения круглого луча из эллиптического на выходе лазерного диода.
Ромбовидные призмы используются для бокового смещения луча света без инвертирования изображения.
Палубные призмы использовались на парусных судах для обеспечения дневного света под палубой поскольку свечи и керосиновые лампы могут быть пожароопасны на деревянных кораблях.

## История
Как и многие основные геометрические термины, слово призма имеет греческое происхождение (греч. πρίσμα). Термин впервые был использован в «Началах» Евклида. Евклид определил термин в книге XI как «твёрдую фигуру, ограниченную двумя противоположными, равными и параллельными плоскостями, в то время как остальные представляют собой параллелограммы», однако девять последующих утверждений, в которых использовался этот термин, включали примеры призм с треугольным основанием (то есть со сторонами, которые не были параллелограммами). Это несоответствие вызывало замешательство у более поздних геометров.
Рене Декарт видел свет, разделённый на цвета радуги стеклом или водой, хотя происхождение цвета было неизвестно. Эксперимент Исаака Ньютона в 1666 году по пропусканию белого света через призму продемонстрировал, что все цвета уже существуют в свете, с разноцветными «корпускулами», расходящимися веером и перемещающимися с разной скоростью через призму. Только позже Янг и Френель объединили теорию частиц Ньютона с волновой теорией Гюйгенса, чтобы объяснить, как цвет возникает из светового спектра.
Ньютон пришёл к своему выводу, пропустив красный цвет из одной призмы через вторую, и обнаружил, что цвет не изменился. Из этого он пришел к выводу, что цвета уже должны присутствовать в падающем свете — таким образом, призма не создавала цвета, а просто разделяла цвета, которые уже есть. Он также использовал линзу и вторую призму, чтобы преобразовать спектр обратно в белый свет. Этот эксперимент стал классическим примером методологии, введенной во время научной революции.
Ньютон подробно рассмотрел дисперсию света в призме в своей книге «Оптика». Он также ввёл использование более чем одной призмы для управления дисперсией. Описание Ньютоном своих экспериментов по рассеиванию света призмами было качественным. Количественное описание дисперсии с несколькими призмами не требовалось до тех пор, пока в 1980-х годах не были введены расширители лазерного луча с несколькими призмами.